# 에바 리코보노
에바 리코보노(Eva Riccobono, 1983년 2월 7일 ~ )는 이탈리아의 모델이다.